# محطة قطار العفولة
محطة قطار العفولة على اسم رفائيل إيتان "رفول" (بالعبرية: תחנת הרכבת עפולה על-שם רפאל איתן "רפול") هي محطة قطار للركاب تابعة لخطوط السكك الحديدية الإسرائيلية، تخدم العفولة والمنطقة. أقيمت المحطة ضمن خط حيفا - بيت شان. خلاف المحطات الأخرى على هذا الخط، لم تبنى هذه المحطة على مسار سكة حديد الحجاز التاريخية أو بالقرب منها، بل بُنيت في منطقة مفتوحة بين العفولة والعفولة عيليت على طريق 65 وشرق طريق 60.
في 20 فبراير (شباط) 2018 أُطلق على المحطة اسم رفائيل إيتان وهو رئيس هيئة الأركان الحادي عشر للجيش الإسرائيلي ووزيرًا سابقًا في الحكومة الإسرائيلية. ينحدر إيتان من موشاف تل عدشيم الواقع على بعد عدة كيلومترات شمال المحطة.

## المحطة التاريخية

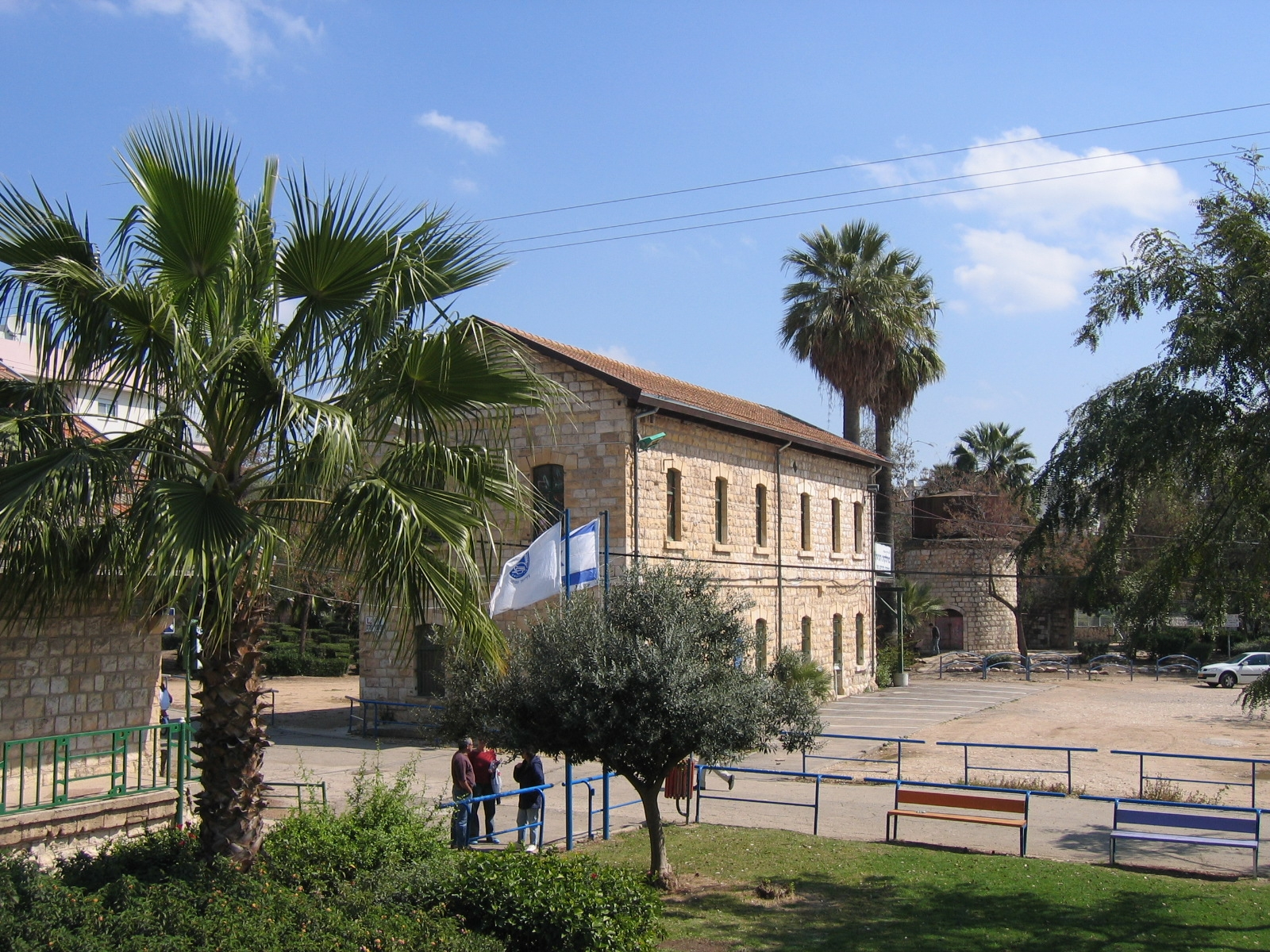
المحطة التاريخية

محطة العفولة أو «الفولة» كانت المحطة الرابعة من ثمانِ محطات أصلية بُنيت على خط سكة حديد مرج بن عامر أحد فروع سكة حديد الحجاز. الفولة هو اسم القرية العربية الصغيرة التي بُنيت المحطة فيها. بالقرب من المحطة بنى العثمانيون والبريطانيون معسكرات الجيش والمطارات.

## المحطة الجديدة
بُنيت المحطة الجديدة كجزء من مشروع سكة حديد حيفا - بيت شان.
بُنيت المحطة مع منصة جزيرة فيها رصيفين لتحميل وإنزال الركاب ويُمكن الوصول إليهما من خلال ممر تحت الأرض موصول بصالة الركاب. كما بُني في المحطة غرفة مأوى. أمام صالة الركاب يوجد «فناء تاريخي» يُعرض فيه المُكتشفات التي جُمّعت من خط سكة حديد المرج التاريخي.
بلغت تكلفة بناء المحطة حوالي 90 مليون شيكل. تضم المحطة مبنى خدمي وأمني ملاصق لها بمساحة 1,200 متر مربع، موقف سيارات يتسع ل690 سيارة وخليج حافلات. بجوار المحطة بُنيت محطة حافلات مركزية تخدم العفولة والمنطقة تشغلها شركة سوبربوس.
تعتبر محطة قطار العفولة أهم محطة مركزية على خط سكة حديد المرج. نشرت شركة قطار إسرائيل تقرير الركاب لعام 2017 أظهر أن معظم ركاب خط المرج استخدموا محطة العفولة (346,356 مسافرًا). وذلك لأن العفولة هي المدينة المركزية في مرج ابن عامر والتي تضم أكبر عدد من السكان (حوالي 50,000 نسمة).
ما يميز محطة العفولة عن باقي المحطات على هذا الخط أنها قريبة جدًا من مناطق العمل والسكن في المدينة، على عكس محطتي كفار باروخ وكفار يهوشوع اللتين تتطلبان مواصلات إضافية ولا يمكن الوصول إليها سيرًا على الأقدام. بالإضافة إلى ذلك، من بين جميع المحطات التي تم بناؤها على هذا الخط، تعد محطة العفولة الأكبر حجمًا.

## خطوط

### قطارات
يتوقف في المحطة قطار واحد كل ساعة باتجاه حيفا وآخر باتجاه بيت شان وقطارين كل ساعة خلال ساعات الذروة (قطارين صباحًا إلى حيفا، وقطارين مساءً إلى بيت شان).

### حافلات
عند مدخل محطة القطار هناك محطة حافلات تنطلق منها عدة خطوط إقليمية للتجمعات في المنطقة. في الأصل كان من المفترض أن تتوقف المزيد من الحافلات في المحطة لكن بسبب صغر المساحة نقلت إلى شارع دوبنوف بالقرب من المحطة.
تعمل جميع الخطوط في المحطة على يد شركة سوبربوس
| الخط | الشركة  | المسار                                                         |
| ---- | ------- | -------------------------------------------------------------- |
| 49   | سوبربوس | العفولة - مفرق يزراعيل - أفيتال - ميتاف - برازون - ياعيل       |
| 50   | سوبربوس | العفولة - نير هعيمك - حيفر - براك - أديريم - دفوراه - رام أون  |
| 51   | سوبربوس | العفولة - نير هعيمك - نير يفيه - أومِن - ملئاه - غديش           |
| 52   | سوبربوس | العفولة - مفرق يزراعيل - غان نير - صندلة - مغين شاؤول - مقيبلة |
| 57   | سوبربوس | العفولة - كفر يحزقيل - غيفع - غدعونة                           |

تمر جميع حافلات داخل المدينة وبين المدن من شارع دوبنوف بالقرب من المحطة.
| الخط | الشركة                 | المسار | ملاحظات إضافية |
| ---- | ---------------------- | --- | -------------- |
| 3    | سوبربوس                | محطة العفولة المركزية - ميدان الاستقلال - قصر الثقافة - مفرق محطة الاطفاء - محطة قطار العفولة - النادي الريفي - مستشفى العفولة - جبل الدحي                                                                                      | ♿             |
| 5    | سوبربوس                | محطة العفولة المركزية - كريات أميتي - مجمع هعمكيم - شارع القدس (يروشلايم) - إسكان غؤوليم - البريد - قصر الثقافة - مفرق محطة الاطفاء - محطة قطار العفولة - حي يزراعيل - مجمع هعيمك سنتر - مستشفى العفولة - الثانوية الشاملة أورط | ♿             |
| 11   | سوبربوس                | محطة العفولة المركزية - ميدان الاستقلال - قصر الثقافة - مفرق محطة الاطفاء - محطة قطار العفولة - النادي الريفي - مستشفى العفولة - عفولة الشبابية - عفولة عيليت                                                                   | ♿             |
| 19   | سوبربوس                | مجمع عيمك سنتر - محطة قطار العفولة - محطة العفولة المركزية - شارع كهيلات تسيون - كيبوتس مِرحَفياه - موشاف مِرحَفياه - سولم |                |
| 33   | جي بي تورز             | مستشفى العفولة - محطة قطار العفولة - كلية عيمك يزراعيل - الناصرة - الرينة - كفر كنا - طرعان |                |
| 44   | سوبربوس                | محطة العفولة المركزية - محطة قطار العفولة - مستشفى العفولة - نين - طمرة - الناعورة |                |
| 46   | سوبربوس                | محطة العفولة المركزية - محطة قطار العفولة - مستشفى العفولة - دفرات - أحوزات براك - معسكر الناعورة |                |
| 47   | سوبربوس                | محطة العفولة المركزية - محطة قطار العفولة - كلية عيمك يزراعيل - إكسال | بديل فقط       |
| 185  | الناصرة للسياحة والسفر | محطة العفولة المركزية - محطة قطار العفولة - كلية عيمك يزراعيل - الناصرة - عيلوط |                |
| 240  | الناصرة للسياحة والسفر | كلية عيمك يزراعيل - محطة قطار العفولة - مستشفى العفولة - مفرق تافور - كفار تافور - مبدل غولاني - إعبلين - عرابة - سخنين - شعب                                                                                                   |                |
| 280  | الناصرة للسياحة والسفر | محطة العفولة المركزية - محطة قطار العفولة - كلية عيمك يزراعيل - مفرق باروخ - مفرق نهلال - زرازير - مبدل هموبيل - شفا عمرو - إعبلين - طمرة                                                                                       |                |
| 350  | سوبربوس                | محطة العفولة المركزية - مركز المدينة - محطة قطار العفولة - مستشفى العفولة - دبورية - الشبلي-أم الغنم | بديل فقط       |
| 352  | سوبربوس                | الشبلي-أم الغنم - دبورية - تفرع دُڤرات - مفرق نير - مستشفى العفولة - محطة قطار العفولة - كلية عيمك يزراعيل - الناصرة - يافة الناصرة - مغدال هعيمك                                                                                |                |

الرموز:
- ♿ - ملائم لاستخدام ذوي الاحتياجات الخاصة
- 🚆 - خط متوافق مع أوقات القطارات